# Fontenay-Torcy
Fontenay-Torcy – miejscowość i gmina we Francji, w regionie Hauts-de-France, w departamencie Oise.
Według danych na rok 1990 gminę zamieszkiwało 110 osób, a gęstość zaludnienia wynosiła 18 osób/km² (wśród 2293 gmin Pikardii Fontenay-Torcy plasuje się na 887. miejscu pod względem liczby ludności, natomiast pod względem powierzchni na miejscu 773.).